# Jarocho

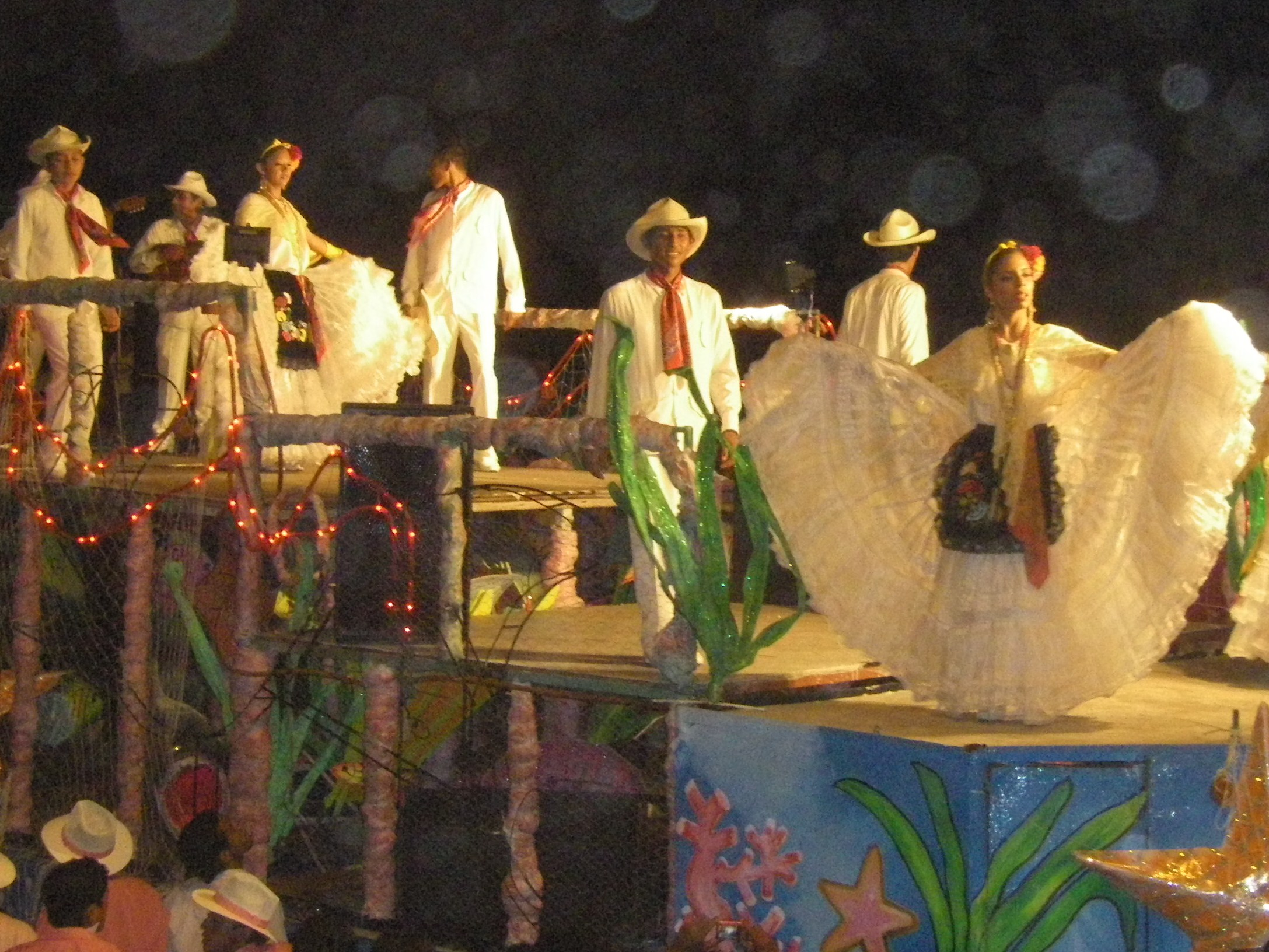
Traje de Jarocha, costume traditionnel de Veracruz.

Jarocho est un terme en espagnol mexicain désignant un homme originaire de la ville de Veracruz, située dans l'État de Veracruz. Une femme originaire de Veracruz est appelée jarocha, le pluriel étant jarocho ou, lorsque seules des personnes de sexe féminin sont désignées, jarochas. Les personnes nées ou vivant dans la ville portuaire de Veracruz ne sont pas les seules à être désignées ainsi, mais tout ce qui est lié à la ville en général. En revanche, les habitants de l'État ou les choses qui y sont liées sont appelés veracruzanos (pluriel, masculin).

## Histoire
Autrefois, le terme jarochos désignait les habitants de la côte de l'État de Veracruz en général et ceux de la région de Sotavento en particulier. Dans certaines provinces de l'État, le terme jarochos désignait également autrefois des personnes au caractère abrupt. Au fil du temps, c'est devenu une appellation courante pour les habitants de la ville portuaire de Veracruz, connus entre autres pour leur langage grossier. L'origine étymologique est le mot latin ferox, qui se dit feroz en espagnol et signifie violent ou grossier ou rugueux.